# Death Racers
Death Racers is een Amerikaanse film uit 2008 van The Asylum met Violent J en Shaggy 2 Dope van Insane Clown Posse en Scott Levy.

## Verhaal
In een toekomst waar geweld een deugd is en genade het einde van je leven kan betekenen, doen een aantal mensen mee aan een racewedstrijd. Een race die je alleen kan winnen als je kunt doden.

## Rolverdeling
| Acteur             | Personage               |
| ------------------ | ----------------------- |
| Violent J          | Violent J               |
| Shaggy 2 Dope      | Shaggy 2 Dope           |
| Scott Levy         | The Reaper              |
| Jason Ellefson     | Fred the Hammer         |
| Robert Pike Daniel | Gouverneur Reagan Black |